# Келугер
Келугер (рум. Călugăr) — село у Фалештському районі Молдови. Адміністративний центр однойменної комуни, до складу якої також входять села Фрумушика, Сочій-Ной та Сочій-Векі.

## Населення
За даними перепису населення 2004 року у селі проживали 2178 осіб.
Національний склад населення села:
| Національність       | Кількість осіб | Відсоток   |
| -------------------- | -------------- | ---------- |
| молдавани румуни     | 2114 3         | 97,1% 0,1% |
| українці             | 35             | 1,6%       |
| росіяни              | 21             | 1,0%       |
| болгари              | 1              | < 0,1%     |
| інша / без відповіді | 4              | 0,2%       |
| Всього               | 2178           | 100%       |